# ثوم هيل
ثوم هيل (بالنرويجية البوكمول: Thom Hell)‏ هو مغن مؤلف ومغني نرويجي، ولد في 19 مارس 1976.

## وصلات خارجية
- الموقع الرسمي
- ثوم هيل على موقع IMDb (الإنجليزية)
- ثوم هيل على موقع ميوزك برينز (الإنجليزية)
- ثوم هيل على موقع أول ميوزيك (الإنجليزية)
- ثوم هيل على موقع ديسكوغز (الإنجليزية)